# کلرید ایندیم (III)
کلرید ایندیم(III) (به انگلیسی: Indium(III) chloride) با فرمول شیمیایی InCl۳ یک ترکیب شیمیایی است. که جرم مولی آن 221.18 g/mol می‌باشد. شکل ظاهری این ترکیب، دانه‌های سفید است.